# 安寿ミラ
安寿 ミラ（あんじゅ ミラ、1960年3月30日 - ）は、日本の女優。元宝塚歌劇団花組トップスターで、現在は振付家「ANJU」としても活動する。
愛称は「ヤン」（姓が「ばば」だったので当初の愛称「ババやん」から転じた）。長崎県長崎市出身。現在の公称身長163センチ。

## 略歴
5歳からクラシック・バレエやジャズダンスを始める。活水高等学校卒業後、1978年に宝塚音楽学校に入学する。1980年、66期生として宝塚歌劇団に入団し『恋の冒険者たち/フェスタ・フェスタ』で初舞台、同期にこだま愛（元月組トップ娘役）や毬谷友子など。芸名の姓は安寿が敬愛していた安奈淳と寿ひずるに由来したという。花組に配属した。
下級生の頃は1年後輩の真矢みきが注目されていたこともあり、あまり目立たなかったが、ダンスにも優れ、段々と実績が認められスター街道を歩むことになる。
1989年の星組『ベルサイユのばら』では役代わりでオスカルの一人に選ばれて特別出演した。続いて翌1990年の花組『ベルサイユのばら』にもオスカル役で出演した。1991年の朝香じゅんの退団に伴い花組2番手に昇格、続いて大浦みずきの後任としてトップスターに就任。翌年の1992年『白扇花集/スパルタカス』がお披露目となる。相手役は森奈みはる。
前任の大浦から続く「ダンスの花組」を継承した。また二番手となっていた真矢との演劇・ショーでの「男同士のコンビ」は花組、ひいては宝塚の呼び物となり、「ヤンミキ」という名で知られている。
1994年のロンドン公演参加と宝塚80周年を機に、10月に退団を発表した。その時は男役へのこだわりから、芸能活動を続ける気はなく「退団後は故郷でバレエを教えてもいいかな」と思っていた。ところが、1995年の退団公演『哀しみのコルドバ/メガ・ヴィジョン』の宝塚大劇場公演期間中に阪神・淡路大震災がおこり、大劇場は公演不能に陥る。そのために一度は自分のサヨナラ公演開催を諦めたが、当時の月組トップ天海祐希と雪組トップ一路真輝が「自分らの日程を削ってでもヤンさん（安寿ミラのこと）の最後の舞台をやらせて下さい」と歌劇団に要望し、さらに演歌歌手の細川たかしが同年3月に劇場・飛天（現・梅田芸術劇場）で行った自分の1か月公演スケジュールの半分を安寿に譲ったことなどもあり、公演の続きが劇場・飛天で行われた。その上に「安寿の大劇場さよならショーなくしては宝塚歌劇の完全復活はない」と、大劇場でのさよならショー上演を求める全国のファンからの署名活動も展開され、同年5月4日と5日に『安寿ミラ 宝塚大劇場 さよならショー』が実現、5日にはサヨナラパレードが行われて、これを最後に宝塚歌劇団を退団した。
一度は諦めた自身のサヨナラ公演が仲間たちやファンなどの後押しで実現したこともあり、「自分一人（の力だけ）では何も動かせなかった。自分として多くの方々に対して何か恩返しできることはないだろうか」と考えた安寿は、「やはり自分が俳優として舞台に立つことが一番だ」と心に決めて芸能活動を続けることを決意。
1996年2月、BROADWAY MUSICAL『レイディ・イン・ザ・ダーク』で女優として再スタートした。以来、ミュージカル、ストレートプレイ、ダンスコンサート、ディナーショーなど、舞台を中心に女優として活動する。また振付家「ANJU」としても活動し、古巣・宝塚歌劇団の振付にも携わっている。2022年の瀬戸かずやファーストコンサート「The ALSTROEMERIA-アルストロメリア-」では、初めて演出を手掛けた。

## 宝塚歌劇団時代の主な舞台
1980年
- 3/27-5/13 星組「恋の冒険者たち」「フェスタ・フェスタ」《大劇場》
- 11/14-12/21 「友よこの胸に熱き涙を」「ザ・スピリット」《大劇場》
- 12/12 新公「友よこの胸に熱き涙を」《大劇場》

1981年
- 3/26-5/12 「宝塚春の踊り」「恋天狗」「ファースト・ラブ」《大劇場》
- 4/14 新公「ファースト・ラブ」《大劇場》
- 7/4-29 「友よこの胸に熱き涙を」「ファースト・ラブ」《東宝》
- 7/22 新公「友よこの胸に熱き涙を」《東宝》
- 10/2-11/10 「エストレリータ」「ジュエリー・メルヘン」《大劇場》
- 10/13 第1回新公「エストレリータ」《大劇場》
- 10/30 第2回新公「エストレリータ」《大劇場》
- 12/4-27 「エストレリータ」「ジュエリー・メルヘン」《東宝》
- 12/16 新公「エストレリータ」《東宝》

1982年
- 3/19-5/6 「春の踊り」「アルカディアよ永遠に」《大劇場》
- 4/9 第1回新公「アルカディアよ永遠に」《大劇場》
- 4/23 第2回新公「アルカディアよ永遠に」《大劇場》
- 6/6-21 「イブにスローダンスを」《バウ》
- 8/12-9/28 「夜明けの序曲」《大劇場》
- 8/31 第1回新公「夜明けの序曲」《大劇場》
- 9/17 第2回新公「夜明けの序曲」《大劇場》
- 11/7-12/5 「夜明けの序曲」《東宝》
- 11/17 新公「夜明けの序曲」《東宝》

1983年
- 2/11-3/23 「霧深きエルベのほとり」「オペラ・トロピカル」《大劇場》
- 3/8 新公「霧深きエルベのほとり」《大劇場》
- 4/9-19 「ヴェニス、獅子たちの夢」《バウ》
- 7/3-31 「霧深きエルベのほとり」「オペラ・トロピカル」《東宝》
- 7/20 新公「霧深きエルベのほとり」《東宝》
- 9/30-11/8 「紅葉愁情」「メイフラワー」《大劇場》
- 10/14 第1回新公「メイフラワー」《大劇場》
- 10/28 第2回新公「メイフラワー」《大劇場》
- 11/27-12/11 「アンダーライン」《バウ》

1984年
- 2/10-3/21 「琥珀色の雨にぬれて」「ジュテーム」《大劇場》
- 3/9 新公「琥珀色の雨にぬれて」《大劇場》
- 4/14-5/6 地方公演「朱に恋うる調べ」「メイフラワー」
- 6/3-27 「琥珀色の雨にぬれて」「ジュテーム」《東宝》
- 6/13 新公「琥珀色の雨にぬれて」《東宝》
- 8/10-9/18 「名探偵はひとりぼっち」「ラ・ラ・フローラ」《大劇場》
- 9/7 新公「名探偵はひとりぼっち」-（新人公演初主演・デイビッド（本役：高汐巴））《大劇場》
- 10/20-11/5 「オクラホマ!」《バウ》
- 12/2-27 「名探偵はひとりぼっち」「ラ・ラ・フローラ」
- 12/12 新公「名探偵はひとりぼっち」《東宝》

1985年
- 3/28-5/7 「愛あれば命は永遠に」《大劇場》
- 4/16 新公「愛あれば命は永遠に」-（シャルル大尉（本役：大浦みずき））《大劇場》
- 6/12-16 宝塚ハワイ公演（NBCコンサートホール）
- 7/4-30 「愛あれば命は永遠に」《東宝》
- 7/16 新公「愛あれば命は永遠に」《東宝》
- 9/20-11/5 「テンダー・グリーン」「アンドロジェニー」《大劇場》
- 10/15 新公「テンダー・グリーン」-（カーン（本役：朝香じゅん））《大劇場》

1986年
- 1/1-2/11 「微風のマドリガル」「メモアール・ド・パリ」《大劇場》
- 1/21 新公「微風のマドリガル」-（ミゲル（本役：高汐巴））《大劇場》
- 4/3-29 「微風のマドリガル」「メモアール・ド・パリ」《東宝》
- 4/15 新公「微風のマドリガル」《東宝》
- 5/13-25 「散る花よ、風の囁きを聞け」《バウ》
- 6/27-8/6 「真紅なる海に祈りを」「ヒーローズ」《大劇場》
- 7/11 新公「真紅なる海に祈りを」-（イノバーバス（本役：大浦みずき））《大劇場》
- 8/22-9/7 「グッバイ・ペパーミント・ナイト!」-（ローズバット（真矢みきと共に主演））《バウ》
- 11/3-30 「真紅なる海に祈りを」「ヒーローズ」《東宝》
- 11/12 新公「真紅なる海に祈りを」《東宝》
- 12/24-25 ディナーショー「高汐巴と'86メリークリスマス」《宝塚ホテル》

1987年
- 1/7-13 「グッバイ・ペパーミント・ナイト!」《草月ホール》
- 2/13-3/24 「遥かなる旅路の果てに」「ショー・アップ・ショー」《大劇場》
- 3/3 新公「遥かなる旅路の果てに」-（ミハイル（本役：大浦みずき））《大劇場》
- 4/18-5/5 「ドリーム・オブ・ドリームス」《バウ》
- 6/4-30 「遥かなる旅路の果てに」「ショー・アップ・ショー」《東宝》
- 6/16 新公「遥かなる旅路の果てに」《東宝》
- 8/7-9/23 「あの日薔薇一輪」「ザ・レビュースコープ」《大劇場》
- 10/17-11/3 「あかねに燃ゆる君」-（茜丸、藤原惟光（バウホール単独主演））《バウ》
- 12/3-27 「あの日薔薇一輪」「ザ・レビュースコープ」《東宝》

1988年
- 2/6-21 「ベルベット・カラー」-（エル）《バウ》
- 3/31-5/10 「キス・ミー・ケイト」-（グレーミオ/アントニー）《大劇場》
- 7/3-31 「キス・ミー・ケイト」《東宝》
- 9/30-11/8 「宝塚をどり讃歌'88」「春ふたたび」-（三郎次）「フォーエバー!タカラヅカ」《大劇場》

1989年
- 1/1-2/14 「会議は踊る」-（ミハイル大尉）「ザ・ゲーム」-（ジプシーの女S）《大劇場》
- 4/2-29 「会議は踊る」「ザ・ゲーム」《東宝》
- 6/30-8/8 「ロマノフの宝石」-（アドルフ）「ジタン・デ・ジタン」-（ガロ）《大劇場》
- 7/6・7・10・11 バウ・コンサート「バラの花のように」《バウ》
- 9/22 星組「ベルサイユのばら」－フェルゼンとマリー・アントワネット編－ 初日《大劇場》
- 10/25-29 宝塚ニューヨーク公演 -（踊る青年A）《ラジオシティミュージックホール》
- 11/2-7 星組「ベルサイユのばら」－フェルゼンとマリー・アントワネット編－ -（オスカル・フランソワ・ド・ジャルジェ） 特別出演《大劇場》
- 12/2-26 「ロマノフの宝石」「ジタン・デ・ジタン」《東宝》

1990年
- 2/3-13 「エル・アミーゴ」-（主演・フェルナンドス）《バウ》
- 3/29-5/8 「ベルサイユのばら」－フェルゼン編－ -（オスカル）《大劇場》
- 5/23-27 「エル・アミーゴ」《青年館》
- 6/10-13 ディナーショー「P.S.…I LOVE YOU」《六甲山ホテル》
- 7/1-29 「ベルサイユのばら フェルゼン編」《東宝》
- 9/21-10/30 「秋…冬への前奏曲」-（アンジェイ）「ザ・ショーケース」《大劇場》

1991年
- 1/1-2/12 「春の風を君に…」-（ロバートソン）「ザ・フラッシュ!」-（ドール）《大劇場》
- 2/23-3/10 「小さな花がひらいた」-（くろ）《バウ》
- 4/3-29 「春の風を君に…」「ザ・フラッシュ!」《東宝》
- 5/5-10 「小さな花がひらいた」《青年館》
- 6/28-8/6 「ヴェネチアの紋章」-（マルコ・ダンドロ）「ジャンクション24」-（エバー・グリーン）《大劇場》
- 8/18-9/2 「ディーン (宝塚歌劇)」（主演・ジェームス・ディーン）《バウ》
- 9/18-19 ディナーショー「JUST TAKE OFF」《宝塚ホテル》
- 11/3-29 「ヴェネチアの紋章」「ジャンクション24」《東宝》

1992年
- 1/7-12 「ディーン (宝塚歌劇)」《青年館》
- 2/14-3/24 「白扇花集」-（光源氏）「スパルタカス」-（スパルタカス）《大劇場》
- 4/14-5/5 地方公演「小さな花がひらいた」「ジャンクション24」
- 6/4-28 「白扇花集」「スパルタカス」《東宝》
- 8/20-10/6 「心の旅路」-（ジョン・スミス／チャールズ・レーニエ）「ファンシー・タッチ」-（パッショーネ男S、トロピカル・ダンディー）《大劇場》
- 10/25-11/10 「フラワー・ドラム・ソング」-（ワン・ター）《バウ》
- 11/7-8 アデュー大劇場「宝塚 我が心のふるさと」
- 12/1-25 「心の旅路」「ファンシー・タッチ」《東宝》

1993年
- 1/11-21 星組「宝寿頌」-（踊る男）「パルファン・ド・パリ」-（踊る蝶の男A）特別出演《大劇場》
- 2/19-3/29 「メランコリック・ジゴロ」-（ダニエル）「ラ・ノーバ！」-（愛の男）《大劇場》
- 4/17-5/9 地方公演「心の旅路」「ファンシー・タッチ」
- 6/3-28 「メランコリック・ジゴロ」「ラ・ノーバ！」《東宝》
- 8/6-9/13 「ベイ・シティ・ブルース」-（ハーヴェイJr.）「イッツ・ア・ラブ・ストーリー」-（ジェラール、デュエットの男S）《大劇場》
- 10/2-14 「ワン・タッチ・オブ・ヴィーナス」-（ロドニー・ハッチ）《アートスフィア》
- 10/22-11/4 「ワン・タッチ・オブ・ヴィーナス」《バウ》
- 12/2-26 「ベイ・シティ・ブルース」「イッツ・ア・ラブ・ストーリー」《東宝》

1994年
- 1/10-11 ディナーショー「Miracles of Loving」《ホテル阪急インターナショナル》
- 2/1-13 中日公演「ベイ・シティ・ブルース」「イッツ・ア・ラブ・ストーリー」
- 3/25-5/9 「ブラック・ジャック 危険な賭け」-（ブラック・ジャック）「火の鳥」-（火の鳥）《大劇場》
- 7/11-23 宝塚ロンドン公演 -（踊る若衆S、ラルフ・D・スペンサー、踊る紳士S）《コロシアム劇場》
- 7/27-29 「ブラック・ジャック 危険な賭け」「火の鳥」《東宝》
- 8/10-11 ディナーショー「Miracles of Loving」《長崎プリンスホテル》
- 8/19-20 ディナーショー「Miracles of Loving」《パレスホテル》
- 9/30-11/7 「冬の嵐、ペテルブルグに死す」-（ヘルマン・マイヤー）「ハイパー・ステージ」-（ジゴロS、ジャングル・キング）

1995年
- 1/1-16 「哀しみのコルドバ」-（エリオ・サルバドール）「メガ・ヴィジョン」（レダ、マンボ・キング、ダンサーS）《大劇場》
- 2/28-3/5 「LAST DANCE」- （ジュリアーノ）《バウ》
- 3/9-12 「LAST DANCE」《青年館》
- 3/18-27 「哀しみのコルドバ」「メガ・ヴィジョン」《劇場飛天》
- 4/3-29 「哀しみのコルドバ」「メガ・ヴィジョン」《東宝》
- 5/4-5 安寿ミラ宝塚大劇場サヨナラショー《大劇場》

## 宝塚歌劇団退団後の主な活動

### 舞台
1996年
- 2/23 ミュージカル「LADY IN THE DARK」（プレビュー）《アートスフィア》
- 2/24- 3/15 ミュージカル「LADY IN THE DARK」《アートスフィア》
- 3/27 ミュージカル「LADY IN THE DARK」《長良川国際会議場メインホール》
- 3/30- 4/10 ミュージカル「LADY IN THE DARK」《シアター・ドラマシティ》
- 4/13・14 ミュージカル「LADY IN THE DARK」《愛知県芸術劇場大ホール》
- 4/16 ミュージカル「LADY IN THE DARK」《広島厚生年金会館》
- 5/29 ラ・ポーラ銀座サロンTALK SHOW
- 6/25・26 ディナーショー「GENESIS!」ホテル阪急インターナショナル（大阪）
- 7/1・2 ディナーショー「GENESIS!」ホテルナゴヤキャッスル（名古屋）
- 7/5・6 ディナーショー「GENESIS!」長崎プリンスホテル（長崎）
- 7/8 ディナーショー「GENESIS!」ソラリア西鉄ホテル（福岡）
- 7/14・15 ディナーショーパレスホテル（東京）
- 7/22 ディナーショー「GENESIS!」ホテルグランヴィア広島（広島）
- 7/27 ファンの集い《大阪・ホテル阪急インターナショナル》
- 9/7-25 「検察側の証人」《近鉄劇場・大阪》
- 11/28-12/8 THE show「フレンズ！」《東京芸術劇場中ホール》
- 12/10 THE show「フレンズ！」《愛知県芸術劇場・名古屋》
- 12/11 THE show「フレンズ！」《アステールプラザ大ホール・広島》
- 12/14-18 THE show「フレンズ！」《シアタードラマシティ・大阪》
- 12/21・22 THE show「フレンズ！」《ハウステンボス ユトレヒトプラザ・長崎》

1997年
- 1/12 トークショー《ホテルニューオータニ・東京》
- 1/18 トークショー《東京会館》
- 3/1 ファンの集い《ホテル阪急インターナショナル 紫苑の間》
- 3/19-30 BROADWAY MUSICAL「デュエット」《アートスフィア・東京》
- 4/3-6 BROADWAY MUSICAL「デュエット」《近鉄劇場・大阪》
- 4/7 BROADWAY MUSICAL「デュエット」《名古屋市青少年文化センター》
- 4/11 BROADWAY MUSICAL「デュエット」《町田市民ホール・町田》
- 5/26-31 安寿ミラWONDERFUL WORLD ニューヨークツアー《Aコース》
- 5/27-6/1 安寿ミラWONDERFUL WORLD ニューヨークツアー《Bコース》
- 5/27-6/2 安寿ミラWONDERFUL WORLD ニューヨークツアー《Cコース》
- 6/18-22 ファーストコンサート「FEMALE」《東京芸術劇場中ホール・東京》
- 6/26 ファーストコンサート「FEMALE」《旭川市民文化会館・旭川》
- 6/27 ファーストコンサート「FEMALE」《北海道厚生年金会館・札幌》
- 6/30 ファーストコンサート「FEMALE」《愛知厚生年金会館・名古屋》
- 7/1 ファーストコンサート「FEMALE」《アステールプラザ大ホール・広島》
- 7/3 ファーストコンサート「FEMALE」《メルパルク福岡・福岡》
- 7/7-11 ファーストコンサート「FEMALE」《シアタードラマシティ・大阪》
- 9/12-23 ストレートプレイ「ダイヤルMを廻せ」《天王洲アイルアートスフィア・東京》
- 9/26-10/5 ストレートプレイ「ダイヤルMを廻せ」《シアター・ドラマシティ・大阪》
- 12/19-28 SHOW「YOURS」《シアター1200・京都》

1998年
- 1/28-2/1 SHOW「YOURS」《青山劇場・東京》
- 3/16-17 “THE PARTY”「BROKEN ANGEL」《赤坂BLITZ・東京》
- 3/29 “THE PARTY”「BROKEN ANGEL」《ホテルニューオータニ鳥取・鳥取》
- 3/30 “THE BIRTHDAY PARTY”「BROKEN ANGEL」《ホテル阪急インターナショナル・大阪》
- 5/31 ファンの集い《ホテル阪急インターナショナル 紫苑の間》
- 7/11-20 ミュージカル「ロマンス・ロマンス」《東京芸術劇場・中ホール・東京》
- 7/22-26 ミュージカル「ロマンス・ロマンス」《シアター・ドラマシティ・大阪》
- 7/30-31 keigo First Live「BORN」友情出演 《武蔵野芸能劇場・東京》
- 8/1-2 keigo First Live「BORN」友情出演 《ギャラクシーホール・大阪》
- 8/7-9 CLUB LAVELA「'98-SYMPATHIZE」特別出演 《渋谷公園通り劇場・東京》
- 8/26 keigo First Live「BORN」友情出演 《アートスフィア・東京》追加公演
- 8/29-10/3 NHKBSドラマ「木綿のハンカチ2〜ライトウィンズ物語〜」出演（全6回）
- 9/18-20 “劇場版”「BROKEN ANGEL」《青山劇場・東京》
- 9/29-10/2 “劇場版”「BROKEN ANGEL」《宝塚バウホール・宝塚》
- 11/7 ファンの集い 《東京プリンスホテル》
- 12/23-27 THE SHOW「YOURS2」《青山劇場・東京》

1999年
- 1/1-5 THE SHOW「YOURS2」《新神戸オリエンタル劇場・神戸》
- 4/6-7 ダンスコンサート「FEMALE Vol.2」《赤坂BLITZ・東京》
- 4/8 ダンスコンサート「FEMALE Vol.2」《アートピアホール・名古屋》
- 4/10 ダンスコンサート「FEMALE Vol.2」《Zepp Osaka・大阪》
- 6/10-27 MUSICAL「A LITTLE NIGHT MUSIC」《青山劇場・東京》
- 7/5-18 MUSICAL「A LITTLE NIGHT MUSIC」《近鉄劇場・大阪》
- 12/18 お茶会《ホテル阪急インターナショナル「紫苑の間」》
- 12/9-10 「Eve!!」（新神戸オリエンタル劇場・神戸）
- 12/14 「Eve!!」（メルパルクFUKUOKA・福岡）
- 12/24 「Eve!!」（アステールプラザ大ホール・広島）
- 12/26 「Eve!!」（名古屋市公会堂・名古屋）
- 12/27-30 「Eve!!」（東京芸術劇場中ホール・東京）

2000年
- 3/1 寺田瀧雄作曲生活40周年記念コンサート（東京厚生年金会館・東京）
- 3/2 寺田瀧雄作曲生活40周年記念コンサート（宝塚大劇場・宝塚）
- 3/22・23 ダンスコンサート「FEMALE Vol.3」（大阪厚生年金会館芸術ホール・大阪）
- 3/24-26 ダンスコンサート「FEMALE Vol.3」（宝塚バウホール・宝塚）
- 3/30 ダンスコンサート「FEMALE Vol.3」（長崎市公会堂 ・長崎）
- 4/1・2 ダンスコンサート「FEMALE Vol.3」（新神戸オリエンタル劇場・神戸）
- 4/3 ダンスコンサート「FEMALE Vol.3」（名古屋アートぴあ・名古屋）
- 4/5-7 ダンスコンサート「FEMALE Vol.3」（東京芸術劇場中ホール・東京）
- 4/24・25「Loverdance」（シアター・ドラマシティ・大阪）
- 5/15・16「Loverdance」（青山劇場・東京）
- 6/23-7/2「暗くなるまで待って」（博品館劇場・東京）
- 7/4-7/6「暗くなるまで待って」（近鉄小劇場・大阪）
- 9/5-9/24「グリークス」（シアターコクーン・東京）
- 9/30・10/1「グリークス」（愛知県勤労会館・愛知）
- 10/7-10/15 「グリークス」（シアタードラマシティ・大阪）
- 12/20・21 クリスマスディナーショー（新神戸オリエンタルホテル・神戸）
- 12/25 クリスマスディナーショー（東京會舘・東京）

2001年
- 1/25 逸翁デー〜タカラヅカ・ホームカミング〜 （東京宝塚劇場）
- 3/31 お茶会 （大阪ヒルトンホテル 5F桜の間）
- 5/5 トークサロン〜安寿ミラPART2〜 （東京會舘 9Fローズルーム）
- 9/7-9 ダンスコンサート「FEMALE Vol.4」 （アートスフィア・東京）
- 9/29・30 ダンスコンサート「FEMALE Vol.4」 （バウ・宝塚）
- 10/31-11/8 カッコーの巣の上を （サンシャイン劇場・東京）
- 11/20 カッコーの巣の上を （グリーンホール相模大野・神奈川）
- 11/29 カッコーの巣の上を （仙台電力ホール・仙台）
- 12/5 カッコーの巣の上を （長岡市立劇場大ホール・新潟）
- 12/7・8 カッコーの巣の上を （りゅーとぴあ・新潟）
- 12/11 カッコーの巣の上を （静岡市民文化会館中ホール・静岡）
- 12/13-16 カッコーの巣の上を （新神戸オリエンタル劇場・神戸）
- 12/23 クリスマスディナーショー2001 （ヒルトン大阪・大阪）
- 12/25 クリスマスディナーショー2001 （東京會舘）

2002年
- 2/7 ラヴ・レターズ〜ヴァレンタインスペシャル （パルコ劇場・東京）
- 3/22-24 ミュージカル「半神」 （りゅうとぴあ・新潟）
- 4/6・7 ミュージカル「半神」 （サンシャイン劇場）
- 5/5 トークサロン〜安寿ミラPART3〜 （東京會舘 9Fローズルーム）
- 8/2-4 ダンスコンサート「FEMALE Vol.5」 （天王洲アイル・アートスフィア・東京）
- 8/16 ダンスコンサート「FEMALE Vol.5」 （テレピアホール・名古屋）
- 8/18 ダンスコンサート「FEMALE Vol.5」 （長崎市民会館・長崎）
- 8/20-21 ダンスコンサート「FEMALE Vol.5」 （新神戸オリエンタル劇場・神戸）
- 10/30-31 「ハムレット」（新神戸オリエンタル劇場・神戸）
- 11/6-10 「ハムレット」 （サンシャイン劇場・東京）
- 12/24 クリスマスディナーショー2002 （宝塚ホテル）
- 12/25 クリスマスディナーショー2002 （東京會舘）

2003年
- 1/13 お茶会 （池袋アムラックストヨタ）
- 1/25 逸翁デー・ゲスト出演 （東京宝塚劇場）
- 3/22・23 海のサーカス団 （アルカスSASEBO大ホール・佐世保）
- 5/5 東京會舘トークサロン〜安寿ミラ〜 （東京會舘 9Fローズルーム）
- 7/11-13 ダンスコンサート「FEMALE Vol.6」 （天王洲アイル・アートスフィア・東京）
- 7/16 ダンスコンサート「FEMALE Vol.6」 （アートピアホール・名古屋）
- 7/18-19 ダンスコンサート「FEMALE Vol.6」 （宝塚バウホール・宝塚）
- 7/20 お茶会 （新神戸オリエンタルホテル）
- 7/21-22 ダンスコンサート「FEMALE Vol.6」 （新神戸オリエンタル劇場・神戸）
- 10/4-14 モンテ・クリスト伯（サンシャイン劇場・東京）
- 10/17・18 モンテ・クリスト伯 （新神戸オリエンタル劇場・神戸）
- 10/22・23 モンテ・クリスト伯 （りゅーとぴあ・新潟）
- 12/23 2003年クリスマスディナーショー （ヒルトン大阪）
- 12/25 2003年クリスマスディナーショー （東京會舘）

2004年
- 2/13・14 再演「ハムレット」 （新神戸オリエンタル劇場・神戸）
- 2/20-29 再演「ハムレット」第6回東京芸術劇場ミュージカル月間優秀賞受賞（東京芸術劇場中ホール・東京）
- 4/29 トークショー 聞き手:笹部博司 （アクア木更津4F・千葉）
- 5/5 東京會舘トークサロン〜安寿ミラ〜 （東京會舘 9Fローズルーム）
- 7/12 宝塚歌劇90周年記念 TCAスペシャルOGバージョン
TAKARAZUKAゴールデン・メモリーズ 〜華麗なる卒業生たちの競演〜 （東京宝塚劇場）
- 8/22 ディナーショー「FEMALE Vol.7」 （東京全日空ホテル）
- 8/25 ディナーショー「FEMALE Vol.7」 （ホテル阪急インターナショナル・大阪）
- 9/8-12 ショー「RHYTHM RHYTHM RHYTHM」 （天王州アイルアートスフィア・東京）
- 10/15 ［イベント出演］すみれハート乳ガン撲滅セミナー （大手町サンケイホール）
- 11/19-12/12 8人の女たち（テレビ東京開局40周年記念） （天王州アイル・アートスフィア）

2005年
- 5/6 東京會舘トークサロン （東京會舘）
- 4/28-5/8 「血の起源」 THEATRE1010（北千住）
- 5/10 「血の起源」 （シアタードラマシティ）
- 7/8/-10 「FEMALE Vol.8」 （サンシャイン劇場）
- 7/12-14 「FEMALE Vol.8」 （新神戸オリエンタル劇場）
- 8/7-23 「星の王子さま」 新国立劇場・中劇場
- 10/28 「ラヴレターズ」 （パルコ劇場・渋谷）
- 12/22 25周年記念 Xmasディナーショー （宝塚ホテル）
- 12/24 25周年記念 Xmasディナーショー （東京會舘）

2006年
- 2/22-3/5 「アルジャーノンに花束を」（博品館劇場）
- 3/8 「アルジャーノンに花束を」 （静岡市民文化会館）
- 3/9 「アルジャーノンに花束を」 （大阪厚生年金会館芸術ホール）
- 3/10 「アルジャーノンに花束を」 （愛知厚生年金会館）
- 5/12-21 「クラリモンド」 （サンシャイン劇場・東京）
- 5/23 「クラリモンド」 （仙台電力ホール・仙台）
- 5/25 「クラリモンド」 （りゅ〜とぴあ・新潟）
- 5/29 「クラリモンド」 （名鉄ホール・名古屋）
- 5/31 「クラリモンド」 （梅田芸術劇場 シアター・ドラマシティ・大阪）
- 6/2 「クラリモンド」 （兵庫県立芸術文化センター中ホール・西宮）
- 8/3-13 「LOOT〜薔薇と棺桶」 （草月ホール・東京）
- 9/17 お茶会 （大手町サンケイプラザ サンケイホール）
- 10/4-8 「SONG&DANCE 田園に死す」 （新国立劇場 中劇場）
- 12/22 Xmasディナーショー （宝塚ホテル）
- 12/25 Xmasディナーショー （東京會舘・ローズルーム）

2007年
- 1/25 逸翁デー・ゲスト出演
- 2/3-4 「HAMLET」 三演 （シアター1010）
- 2/10-11 「HAMLET」 三演 （兵庫県立芸術文化センター）
- 2/12 「HAMLET」 三演 （名古屋 長久手町文化の家）
- 2/13-18 「HAMLET」 三演 （サンシャイン劇場）
- 2/21-23 「HAMLET」 三演 （千葉 青葉公園文化ホール）
- 2/24 「HAMLET」 三演 （千葉 四街道市文化センター）
- 2/27-3/2 「HAMLET」 三演 （横浜 神奈川県立青少年センター）
- 5/10-20 「LUV（ラブ）」 （ル・テアトル銀座）
- 5/22 「LUV（ラブ）」 （シアター・ドラマシティー）
- 5/23-24 「LUV（ラブ）」 （兵庫県立芸術文化ホール中ホール）
- 5/26 「LUV（ラブ）」 （名鉄ホール）
- 8/29-9/9 『シラノ・ド・ベルジュラック』ロクサアヌ （青山円形劇場）
- 9/14 『シラノ・ド・ベルジュラック』 （兵庫県立芸術文化センター）
- 11/23 『銀河鉄道の夜』 （アルカス佐世保）

2008年
- 1/30-2/2 「タン・ビエットの唄」 [再演] （高知県民文化ホール）
- 2/3 「タン・ビエットの唄」 [再演] （高知 須崎市立市民文化会館）
- 2/5-6 「タン・ビエットの唄」 [再演]（シアター・ドラマシティ）
- 2/10-17 「タン・ビエットの唄」 [再演]（東京芸術劇場 中ホール）
- 6/6-8 ダンスコンサート「FEMALE vol.9」 （品川プリンスホテル クラブeX）
- 6/14 ダンスコンサート「FEMALE vol.9」 （宝塚ホテル 宝寿の間）
- 12/19-28 「マクベス」 （恵比寿エコー劇場）

2009年
- 1/29-2/1 「宋家の三姉妹」 （サンシャイン劇場）
- 5/13-17 「プシケとゼウス」 （青山円形劇場）
- 5/23 「銀河鉄道の夜」 （東京文化会館小ホール）
- 7/17-8/2 「スペリング・ビー」 （天王洲 銀河劇場）
- 8/4 「スペリング・ビー」 （愛知勤労会館（つるまいプラザ））
- 8/5・6 「スペリング・ビー」 （サンケイホールブリーゼ）
- 8/8 「スペリング・ビー」 （福井市文化会館）
- 9/30-10/4 「アントニーとクレオパトラ」 （サンシャイン劇場）
- 12/25 クリスマス・ディナーショー （宝塚ホテル 宝寿の間）

2010年
- 4/15-18 ダンスコンサート「FEMALE vol.10」（草月ホール）
- 4/23-25 ダンスコンサート「FEMALE vol.10」（宝塚バウホール）
- 7/12「タン・ビエットの唄」[再再演] （長野市民会館）
- 7/13-14 「タン・ビエットの唄」[再再演] （上田市民会館）
- 7/15 「タン・ビエットの唄」[再再演] （伊那県民文化会館）
- 7/16-17 「タン・ビエットの唄」[再再演] （まつもと市民芸術館）
- 7/19-22 「タン・ビエットの唄」[再再演] （神奈川県青少年センター）
- 7/23 「タン・ビエットの唄」[再再演] （栃木県総合文化センター）
- 7/27-29 「タン・ビエットの唄」[再再演] （船橋市民文化ホール）
- 7/31 「タン・ビエットの唄」[再再演] （四街道文化センター）
- 8/2-5 「タン・ビエットの唄」[再再演] （千葉市民会館）
- 8/6-7 「タン・ビエットの唄」[再再演] （埼玉会館）
- 8/13-15 「タン・ビエットの唄」[再再演] （東京芸術劇場・中ホール）
- 8/17-18 「タン・ビエットの唄」[再再演] （八王子いちょうホール）
- 8/19-20 「タン・ビエットの唄」[再再演] （市民会館おおみや）
- 8/22-25 「タン・ビエットの唄」[再再演] （岡山市民会館）
- 8/27 「タン・ビエットの唄」[再再演] （南予文化会館）
- 8/29 「タン・ビエットの唄」[再再演] （兵庫県立芸術文化センター・中ホール）
- 8/31 「タン・ビエットの唄」[再再演] （長岡市立劇場）
- 9/1 「タン・ビエットの唄」[再再演] （伊勢崎市民文化会館・大ホール）
- 9/2-3 「タン・ビエットの唄」[再再演] （ベイシア文化ホール）
- 10/20-23 「ジョアンナ」 （シアター1010）
- 10/30-31 「ジョアンナ」 （名鉄ホール）
- 11/6-7 「ジョアンナ」 （新神戸オリエンタル劇場）

2011年
- 2/4-6 『シラノ・ド・ベルジュラック』ロクサアヌ（サンシャイン劇場）
- 2/21-22 『シラノ・ド・ベルジュラック』（グリーンホール相模大野 多目的ホール）
- 8/3-5 ダンスアクト『FEMALE Vol.11』（新宿BLAZE）
- 8/13 ダンスアクト『FEMALE Vol.11』（新神戸オリエンタル劇場）
- 8/9 朗読劇『銀河鉄道の夜』（ハーモニーホールふくい 小ホール）
- 8/28 朗読劇『銀河鉄道の夜』（長崎ブリックホール 国際会議場）東日本大震災チャリティー公演
- 11/23-27 DIAMOND☆DOGS『TANGO Doki Doki』（銀河劇場）

2012年
- 1/11-22 『十二夜』ヴァイオラ（シザーリオ）（赤坂レッドシアター）
- 4/1-8 DANCE ACT『ニジンスキー 〜神に愛された孤高の天才バレエダンサー〜』ニジンスカ（銀河劇場）
- 7/28-8/5『クリンドル・クラックス！』（エルビスの母）（世田谷パブリックシアター）
- 11/3-12/1（東京公演）、12/8-12/12（大阪公演）『ぼくに炎の戦車を』（みすず）（赤坂ACTシアター、梅田芸術劇場メインホール）

2013年
- 10-11月、『DREAM, A DREAM』（東急シアターオーブ、梅田芸術劇場）[5]

2014年
- 2月、『ニジンスキー』（銀河劇場）ブロニスラバ・ニジンスカ[6]
- 9-10月、『アルジャーノンに花束を』（銀河劇場、福岡市民会館、サンケイホールブリーゼ）アリス・キニアン[7]

2015年
- 3-4月、『タイタニック』（シアターコクーン、ドラマシティ）アイダ・ストラウス[8]
- 9-10月、『Super Gift!』（東京国際フォーラム、梅田芸術劇場）[9]

2016年
- 4-5月、『グランドホテル』（赤坂ACTシアター、愛知県芸術劇場、梅田芸術劇場）グルシンスカヤ[10]

2017年
- 11月、『SECRET SPLENDOUR』（赤坂ACTシアター、ドラマシティ）[11]

2018年
- 8月、『君の輝く夜に』（京都劇場）ビビアン[12][13]
- 10月、『タイタニック』（日本青年館ホール、ドラマシティ）アイダ・ストラウス[14]

2019年
- 2-3月、『イヴ・サンローラン』（よみうり大手町ホール、兵庫県立芸術文化センター）ココ・シャネル[15]
- 8-9月、『君の輝く夜に～FREE TIME,SHOW TIME～』（日本青年館ホール）ビビアン[16]

2021年
- 7月、『イキヌクキセキ～十年目の願い～』（KAAT神奈川芸術劇場、COOL JAPAN PARK OSAKA）吉澤淳子[17]
- 11月、『Greatest Moment』（梅田芸術劇場、東京国際フォーラム）[18]

2022年
- 11月、『日本昔ばなし 貧乏神と福の神～つるの恩返し～』（東京芸術劇場）[19]

2023年
- 12月、『李香蘭-花と華-』（紀伊國屋サザンシアター TAKASHIMAYA）山口淑子[20]

2024年
- 5-6月、『ベルサイユのばら50』（梅田芸術劇場、東京建物 Brillia HALL、御園座）[21]

2025年
- 4-5月、『未来へのOne Step！～世界を結ぶ愛の歌声～』（関西万博EXPOホール「シャインハット」、東京国際フォーラム、梅田芸術劇場）[22]

### テレビドラマ
- 木綿のハンカチ2〜ライトウインズ物語（NHK・BS2）
- 救命病棟24時 第5シリーズ（フジテレビ） - 桜庭睦子 役

### バラエティ番組
- 宝塚・スターの小部屋（WOWOW）

## 振付家としての活動

### 宝塚歌劇
- 「君に恋してラビリンス」
- 「Alas」（第19 - 21場 花魁の場面）
- 「Cocktail」（2002年花組公演）：第4章「リキュール」、第9章「ワイン」
- 「Joyful!!」（2003年雪組公演）：第3章「ベース」
- 「アプローズ・タカラヅカ!」（2004年花組公演）：第15場A 〜 第17場「裏街の堕天使 - 90年目の空 -」
- 「TAKARAZUKA舞夢!」（2004年花組公演）：パンドラの箱・パリスの審判・ゼウスの涙
- 「タカラヅカ・ドリーム・キングダム」（2004年雪組公演）：Part1 ROSE 〜真紅に染まる夢・第5場 「ROSE A」〜第8場「真紅に染まる夢」
- 「ソウル・オブ・シバ!!」：第9場「恋」2 〜第11場「進展」、第22場「夢」
- 「霧のミラノ」（カジノ・パラッツオの場面など）
- 「バレンシアの熱い花」（2007年）
- 「ラブ・シンフォニー」（2007年）：第2章「ラブ・ゲーム」
- 「ミロワール」（2008年）：メドゥーサの鏡
- 「赤と黒」（2008年）
- 「Apasionado!!」（2008年）：「熱視線」
- 「哀しみのコルドバ」（全国ツアー 2009年）
- 「Dance Romanesque」（2011年月組公演）：第3章「ノートルダム・ド・パリ」
- 「CONGA!!」（2012年花組公演）：第三夜「マチョ・ロマンティスモ」
- 「Gold Spark!」（2012年雪組公演）：「オルフェ」
- 「Streak of Light」（2012年花組公演）：第6場B「男と女」、第7場「絶望」
- 「HOT EYES!!」（2016年宙組公演）
- 「Santé!!」（2017年花組公演）
- 「SUPER VOYAGER!」（2017年雪組公演）
- 「Gato Bonito!!」（2018年雪組公演）
- 「BEAUTIFUL GARDEN −百花繚乱−」（2018年花組公演）
- 「クルンテープ　天使の都」（2019年月組公演）
- 「アクアヴィーテ（aquavitae）！！」（2019年宙組公演）
- 「Dream Chaser」（2021年月組公演）

### コンサート
- 瀬戸かずやファーストコンサート「The ALSTROEMERIA-アルストロメリア-」（2022年4月29日 - 5月1日、東京・サンシャイン劇場 / 5月6日・7日、大阪・梅田芸術劇場シアター・ドラマシティ）※構成・演出・振付[4]
- モーリー・イェストン生誕80周年記念コンサート「Life's A Joy! Life Goes On!!」with 20years of Gratitude from Umeda Arts Theater（2025年7月19日・20日、東京国際フォーラム ホールA / 7月25日・26日、梅田芸術劇場 メインホール）[23]

## ディスコグラフィー

### 参加作品
- 越路吹雪トリビュートアルバム『越路吹雪に捧ぐ』（2016年12月21日）
  - 「愛の幕切れ」「洒落にしましょう」をカバー[24]。